# Der große Santini
Der große Santini (Originaltitel The Great Santini) ist ein US-amerikanisches Melodram von Lewis John Carlino aus dem Jahr 1979 mit Robert Duvall, Blythe Danner und Michael O’Keefe in den Hauptrollen. Das Drehbuch, bei dem Herman Raucher Unterstützung leistete, basiert auf einem Roman des US-amerikanischen Schriftstellers Pat Conroy.

## Handlung
Im Mittelpunkt der Geschichte steht die Familie des Berufssoldaten Lieutenant Colonel Wilbur „Bull“ Meechum, der auch „Der große Santini“ genannt wird. Zur Familie gehören seine schwer geprüfte Ehefrau Lillian und ihre vier gemeinsamen Kinder. Wegen Bull Meechums beruflicher Tätigkeit als Luftwaffenpilot ist die Familie häufig zum Umzug in eine andere Stadt gezwungen, was zu Konflikten führt. Erschwerend kommt hinzu, dass der passionierte Jagdflieger mit seinem Leben zunehmend unzufrieden ist, was sich auf die familiäre Situation überträgt. Insbesondere zwischen dem Vater und seinem ältesten Sohn Ben spitzt sich die Lage zu als die Meechums in den Jahren kurz vor dem Vietnamkrieg in ihrem neuen Zuhause in Beaufort in South Carolina ansiedeln.
Als Meechum mit dem achtzehnjährigen Ben, der an seiner High School ein Star-Basketballspieler ist, Basketball Eins-zu-eins spielt und gegen seinen Sohn verliert, ist es ihm unmöglich, das zu akzeptieren. Er rastet völlig aus und benimmt sich unmöglich gegenüber Ben. Seine Tochter Mary Anne, die ihn lobt, er habe ein gutes Spiel gemacht, schreit er an, sie solle verschwinden, bevor er ihr jede einzelne Sommersprosse aus dem Gesicht schlagen werde. Von Ben verlangt er, dass man weiterspielen müsse, da man nur mit zwei Körben Vorsprung gewinnen könne, obwohl er vorher einen gesagt hatte. Er begründet das damit, dass er seine Meinung geändert habe. Als seine Frau meint, er solle Ben nicht um seinen Sieg betrügen, schreit er sie an, sie solle besser im Haus verschwinden, bevor er ihr in den Hintern trete. Als Ben sich abwendet und ins Haus geht, verfolgt er ihn und macht sich lustig über seinen Sohn, indem er ihm ununterbrochen den Ball an den Kopf wirft und stichelt, er solle endlich heulen, er sei ein Muttersöhnchen. Sein Benehmen passt zu seinem Verhalten im Spiel, in dem er sich immer wieder mit Fouls beholfen hatte, die in seinen Augen jedoch keine waren.
Durch die Intoleranz, die Bull Meechum gegenüber seiner Familie an den Tag legt, die er wie Rekruten behandelt, bauen sich Spannungen auf, die auf dem Siedepunkt zwangsläufig eskalieren. Meechum ist ein hartgesottener Mann, der seine Familie auf seine Art zwar liebt, jedoch nur seinen eigenen Willen gelten lässt und vor allem seinen ältesten Sohn nach seinen Wünschen und Vorstellungen formen will. Bens Freundschaft mit dem afroamerikanischen Toomer Smalls, Sohn der Haushälterin, missbilligt er. Dass Toomer, der stottert, von dem rassistischen Jugendlichen Red Petus und weiteren Rassisten belästigt wird, ignoriert er.
Schließlich wird Bull Meechum doch noch zum Helden, der er immer sein wollte, er opfert sein Leben, um zu verhindern, dass sein Flugzeug in einem Wohngebiet abstürzt, indem er sich weigert, die brennende Maschine zu verlassen und sie von der Stadt weg aufs Meer lenkt, um zivile Opfer zu vermeiden. Ben gesteht sich ein, dass er seinen Vater zwar sehr geliebt aber sich manchmal auch seinen Tod gewünscht hatte. Die Beerdigung wird zu einem würdigen Abschied für einen Helden, wie ihn die Öffentlichkeit wahrnimmt, und zu einem versöhnlichen Akt für seine Familie.

## Produktion

### Produktionsnotizen
Der Film wurde produziert von Bing Crosby Productions und vertrieben von Warner Bros. Pictures sowie von Warner Home Video. Im Buch lautet der Familienname Meecham. Trotz der kleinen Änderung im Familiennamen, blieben die meisten Details des Romans erhalten. Eine Ausnahme bildet der Verlust einer Schlüsselfigur, die des Sammy, des jüdischen Freundes von Ben. Pat Conroy erzählte, dass sein Vater das Buch gehasst, aber gemocht habe, dass Robert Duvall ihn im Film verkörpert habe. Die Verantwortlichen von Warner Bros. hingegen hielten weder Robert Duvall noch einen seiner Co-Stars für zugkräftig genug, um den Film zu verkaufen, ebenso empfanden sie die Handlung als wenig marktgängig. Laut Pat Conroy basiert die Figur von Bull Meechum auf seinem eigenen Vater, Donald Conroy, einem Marineflieger, der sich selbst als „The Great Santini“ bezeichnet habe. Die Bezeichnung geht zurück auf einen Zauberer, den er in seiner Kindheit gesehen hatte.
Das Meechum-Haus im Film, das in Beaufort in South Carolina steht, wurde später im Film The Big Chill (1983) erneut verwendet. Die Familie, die das Haus seinerzeit bewohnte, sollte auch während der dreimonatigen Dreharbeiten im Haus bleiben, um die Produktionsfirma vor der Haftung für bereits bestehende Schäden in dem fast 130 Jahre alten Gebäude zu schützen. Nachdem die Hauptdreharbeiten abgeschlossen waren, zahlte das Unternehmen einen Neuanstrich des Hauses und die Renovierung der Fußböden. Gedreht wurde zudem auf dem Militärflugplatz Marine Corps Air Station Beaufort sowie in den Samuel Goldwyn Studios.
Blythe Danner, die die Mutter Lillian Meechum spielte, spielte 1991 in dem Filmdrama Herr der Gezeiten die Ehefrau des von Nick Nolte gespielten Tom Wingo. Die Verfilmung geht ebenfalls auf einen Roman von Pat Conroy zurück. Danner ist die Mutter der Schauspielerin Gwyneth Paltrow.

### Veröffentlichungsmodalitäten
Der Film wurde in Beaufort in Kalifornien uraufgeführt, wo er auch gedreht worden war, und spielte in fast leeren Kinos. Das Studio war der Meinung, dass eines der Probleme darin bestehe, dass der Titel nach einem Zirkusfilm klinge. Daher testete man den Film bei einer Vorführung in Indiana, indem man ihn unter dem Titel Sons and Heroes bewarb, in Rockford in Illinois unter dem Titel Reaching Out und in Peora unter dem Titel The Ace. Da der letztgenannte Titel zwar besser funktionierte, aber immer noch nicht gut genug, wurde der Film aus dem Verleih gezogen und an den Fernsehsender HBO verkauft, um die bisher eingefahrenen Verluste auszugleichen.
Der Produzent Charles A. Pratt gab jedoch nicht so leicht auf. Er sammelte genug Geld, um den Film dann unter dem ursprünglichen Titel The Great Santini in New York veröffentlichen zu können. Dort lief er nicht nur erfolgreich, sondern erhielt auch hervorragende Bewertungen. Als der Film zwei Wochen später von HBO ausgestrahlt wurde, besiegelte das sein Schicksal, das Publikum kam nicht mehr ins Kino.
Am 26. Oktober 1979 wurde der Film in den Vereinigten Staaten veröffentlicht, 1980 in Japan, Schweden, Portugal, Dänemark und Argentinien, 1981 in Australien, im Vereinigten Königreich und in Finnland. Veröffentlicht wurde er zudem in Brasilien, Griechenland, Ungarn, Italien, Norwegen, Polen, in der Sowjetunion und in Spanien. In der Bundesrepublik Deutschland wurde der Film unter dem Titel Der große Santini veröffentlicht; seine Erstaufführung erfolgte am 30. September 1988 im Programm der ARD. Neben The Great Santini und The Ace lautete einer der Veröffentlichungstitel auch The Gift of Fury.

## Rezeption

### Kritik
Trotz des schlechten Starts des Films hat sein Ruf darunter nicht gelitten, bis heute gibt es Kritiker, die ihn bewundern. So fasste Roger Ebert seine Beurteilung sinngemäß folgendermaßen zusammen: „Wie bei fast allen meinen Lieblingsfilmen handelt es sich bei The Great Santini um Menschen und nicht um eine Geschichte. Es handelt sich um eine Studie über verschiedene Charaktere, wobei der des Great Santini selbst, gespielt von Robert Duvall, besonders herausragt. Es gibt Momente, die so unvorhersehbar und gleichzeitig so echt sind, dass es sich anfühlt, als seien sie der Spontanität des Lebens abgerungen worden.“ Ebert zog das Fazit: „Sentimental, ohne kitschig zu sein, ein Tränendrücker mit Würde. The Great Santini ist ein Film zum Suchen und Schätzen.“
Der Kritiker Richard T. Jameson schrieb 1981, der Film scheine im gegenwärtigen Hollywood-Schema unverkäuflich zu sein. Es sei ein kleiner Film ohne die Art von thematischen Haken, die die opportunistische Dringlichkeit eines Verteilungs- und Werbedrucks lohnen könnte. Zudem biete er aber auch ein hoffnungsloses Durcheinander. Sein zentrales Prunkstück sei Robert Duvalls Tour-de-Force-Chakterisierung des Marine-Super-Jagdfliegers „Bull“ Meechum, eine Erweiterung (ob beabsichtigt oder nicht) seiner Figur des Oberst Kilgore in „Apocalypse Now“. Duvall und Danner in der Rolle seiner Ehefrau seien hervorragende Schauspieler, die in der Lage seien, umfassende Charakterisierungen zu zeichnen. Bemängelt wurde an Carlinos Drehbuch, dass ihm der Fokus fehle. Ralph Woolseys Kameraführung sei wie immer verworren, der Fluss der Bilder zerrissen, die Aufnahmen klischeehaft. Eigentlich möchte man sich für den Film erwärmen, weil Filme mit Charakterzeichnungen heutzutage eine vom Aussterben bedrohte Art seien und Duvall/Meechum unbestreitbar ein Charakter sei.
Fredrik Gunerius Fevang bewertete den Film für The FreshSite und führte aus, die Charakterstudie habe ihre größte Stärke in einer lebendigen und leidenschaftlichen Beziehung zwischen einem kontrollierenden und experimentellen und seinem weitaus sensibleren und unsichereren Sohn. Der junge Michael O’Keefe leiste hervorragende Arbeit in der herausforderndsten Rolle des Films, während von Robert Duvall, der Titelfigur, der Mangel an Einfühlungsvermögen und Selbsteinsicht schmerzhaft und glaubhaft dargestellt werde. Auch Fevang bemängelte Carlinos wenig nachvollziehbare Richtungswechsel im Film.
Auf der Seite DVD-Movie wird ausgeführt, die Situationen und Dialoge des Films seien absolut glaubwürdig und die Besetzung hervorragend. Besonders zu erwähnen sei Lisa Jane Persky, die die älteste Tochter von Meechum spielt und eine unglaubliche Rede halte, um die Aufmerksamkeit ihres Vaters auf jede nur denkwürdige Weise zu erlangen.
Jack Hunter war der Ansicht, Duvalls Vorstellung als Meechum sei der wahre Glanz des Films. Der verleihe dem Charakter, den er spiele, ein Gewicht von Bedeutung und Tiefe. Das wirklich Interessante an dem Film sei zudem, dass er sich mehr mit der Militärkultur als mit Krieg beschäftige. Meechum könne sein militärisches Ich nicht von seinem familiären Ich trennen. Er wisse nie, wann er aufhören müsse, ein kommandierender Offizier zu sein und ein Vater zu werden.
Derek Winnert schrieb, Regisseur Lewis John Carlino habe einen anständigen Roman von Pat Conroy in einen starken, guten, liberalen Film über einen strengen, betrunkenen Armeeführer, Lieutenant Colonel Bull Meechum und die Probleme, die er seiner Familie mache, verwandelt.
Variety befand, Robert Duvall liefere eine hervorragende Darstellung eines halbpsychotischen Mannes, der auch eine weichere Seite habe. Allerdings müsse Duvall um jeden Zentimeter Filmmaterial gegen die überwältigenden Leistungen einiger anderer in der Besetzungsliste kämpfen – aber gerade das sei die Stärke des Films.
Cinema zog das Fazit: „Fesselnde Charakterstudie“.

„Ein anrührendes, hart an der Grenze zur Verklärung liegendes Vater-Sohn-Drama, das den nahezu pathologischen Männlichkeitswahn von autoritären Strukturen in Militär und Familie durchaus kritisch hinterfragt, dann jedoch in ein mit tragischer Helden-Gloriole umkränztes Melodram umschlägt.“

### Auszeichnungen (Auswahl)
- Duvall wurde 1980 vom Kansas City Film Critics Circle als bester Hauptdarsteller ausgezeichnet.
- Auf dem Montreal World Film Festival 1980 wurde Robert Duvall als bester Schauspieler ausgezeichnet.
- Der Film war Gewinner des NBR Awards bei den National Board of Review 1980 in der Kategorie „Top Ten Films“.
- Bei den New York Film Critics Circle Awards 1980 war Robert Duvall für den NYFCC Award nominiert.
- Bei den National Society of Film Critics 1981 war Robert Duvall für den NSFC Award in der Kategorie „Bester Schauspieler“ nominiert
- Die Writers Guild of America nominierte Lewis John Carlino für den WGA Award in der Kategorie „Bestes adaptiertes Drama“.
- Bei den Golden Globe Awards 1981 war Michael O’Keefe für den Golden Globe in der Kategorie „Bester Nachwuchsdarsteller“ nominiert.
- Robert Duvall war bei der Oscarverleihung 1981 in der Kategorie „Bester Hauptdarsteller“ nominiert. Michael O’Keefe erhielt eine Nominierung in der Kategorie „Bester Nebendarsteller“.